# Могильницкий, Василий Степанович
Васи́лий Степа́нович Могильни́цкий (1823—1891) —  галицкий писатель и драматург, педагог. Писал на язычии.
Окончил богословский факультет Львовского университета, но предпочёл заниматься педагогической деятельностью. Работал директором гимназии во Львове.
Автор «Записок русского путешественника», написал бытовые и исторические повести: «Володарь, князь перемышльский», «Звенигород» и другие. Написанная Василием Могильницким трагедия «Настася» о Настасье Чагровне и Ярославе Осмомысле была популярна в народных театрах.